# Gaspoltshofen
Gaspoltshofen est une commune autrichienne du district de Grieskirchen en Haute-Autriche.

## Culture
Le bourg de Gaspoltshofen est mentionné dans la pièce de théâtre « Le faiseur de théâtre » de Thomas Bernhard.

## Architecture
- Église Saint-Laurent (baroque), construite en 1735 par Jakob Pawanger, remarquable par ses peintures